# Touques-floden
Touques er en lille 104 km lang flod ved kysten i Pays d'Auge i Normandiet. Touques er officielt sejlbar op til Pont des Belges, 800 m fra dens udmunding. Dens udspring ligger i Perche bakkerne syd for Gacé. Floden løber mod nord og flyder ud i Den engelske kanal mellem kommunerne Deauville og Trouville-sur-Mer i det nordvestlige Calvados. De to kommuners havne ligger overfor hinanden ved flodens munding.
Touques blev rettet ud i slutningen af det 19. århundrede og de tilstødende sumpe blev tørret ud og bebygget. Jernbanestationen i Trouville-Deauville blev bygget på den tidligere flodbund.
Kajen i Trouville blev genopbygget i slutningen af 1990'erne på grund af erosion af kajens stenvæg.
Touques flyder gennem følgende departementer og byer:
- Orne: Gacé
- Calvados: Lisieux, Pont-l'Évêque, Touques, Trouville-sur-Mer, Deauville